# Bad guy
«bad guy» — пісня американської співачки Біллі Айліш. Вона вийшла 29 березня 2019 року під лейблами Darkroom та Interscope Records і стала п'ятим синглом з її дебютного студійного альбому When We All Fall Asleep, Where Do We Go? (2019). Музичне відео також вийшло 29 березня. Пісня дебютувала на вершині чартів в Австралії, Канаді, Новій Зеландії та Норвегії, на другому місці в Ірландії, Малайзії, Швеції та Великій Британії та на сьомому місці в США.
Після виходу трек отримав переважно позитивні відгуки. Його також порівнювали з музикою The White Stripes, Lorde і Фіони Еппл. Він отримав кілька сертифікацій, зокрема десятикратну платинову нагороду від Австралійської асоціації індустрії звукозапису (ARIA) і шестикратну від Асоціації звукозаписної індустрії Америки (RIAA).

## Створення та реліз
Біллі Айліш випустила свій дебютний студійний альбом When We All Fall Asleep, Where Do We Go? 29 березня 2019 року через Darkroom та Interscope Records. «Bad Guy» одночасно вийшов як п'ятий сингл платівки. Пісню написала сама Айліш у співавторстві з її братом Фіннеасом О'Коннеллом. Мастеринг займався Джон Грінхем. 
17 серпня 2019 року сингл дев'ять тижнів знаходився на другому місці американського хіт-параду Billboard Hot 100 (поступаючись лише хіту «Old Town Road»). Одночасно сингл зайняв перші місця у радіоефірному чарті поп-музики Mainstream Top 40 (Pop Songs) та у чарті Alternative Songs.

## Критичне сприйняття
Кріс ДеВіль із видання Stereogum описав цю пісню як «low-key banger» («стриманим феєрверком») і порівняв її з музикою таких співачок як Lorde та Фіони Еппл. Хлоя Гілк із журналу Uproxx назвала трек «зухвалим поп-треп гімном». За словами Кріса Уіллмана з журналу Variety, у пісні немає майже нічого «крім баса, ударного барабана та клацань пальців».

## Ремікс
Фіннеас О'Коннелл ретвітнув твіт з текстом «Remix», який Джастін Бібер написав напередодні.
Ремікс-версія «Bad Guy» вийшла 11 липня 2019 року на Darkroom та Interscope Records. Перед прем'єрою текст пісні був опублікований на Genius разом з очікуваною датою випуску, інформацією про лейбли та авторів. Ремікс супроводжує обкладинка, на якій зображено фотографію молодої Айліш — шанувальниці Бібера — в оточенні його плакатів.

## Автори
- Біллі Айліш — вокал, авторка пісні.
- Фіннеас О'Коннелл — продюсер, автор пісні.
- Джон Грінхем — мастеринг.
- Роб Кінельскі — міксер.

### Версія Джастіна Бібера
- Джастін Бібер — вокал, автор реміксу.
- Джейсон Бойд — автор реміксу.

## Чарти
| Чарт (2019)                               | Найвища позиція |
| ----------------------------------------- | --------------- |
| Аргентина (Argentina Hot 100)             | 82              |
| Австралія (ARIA)                          | 1               |
| Австрія (Ö3 Austria Top 75)               | 2               |
| Бельгія (Ultratop Flanders)               | 8               |
| Бельгія (Ultratop Wallonia)               | 29              |
| Канада (Canadian Hot 100)                 | 1               |
| Чехія (Singles Digitál Top 100)           | 1               |
| Данія (Tracklisten)                       | 2               |
| Фінляндія (Suomen virallinen lista)       | 1               |
| Франція (SNEP)                            | 49              |
| Німеччина (Official German Charts)        | 9               |
| Греція (IFPI)                             | 1               |
| Угорщина (Single Top 40)                  | 9               |
| Угорщина (Stream Top 40)                  | 1               |
| Ірландія (IRMA)                           | 2               |
| Італія (FIMI)                             | 6               |
| Японія (Japan Hot 100)                    | 69              |
| Нідерланди (Dutch Top 40)                 | 15              |
| Нідерланди (Mega Single Top 100)          | 6               |
| Малайзія (RIM)                            | 2               |
| Мексика (Billboard Ingles Airplay)        | 1               |
| Нова Зеландія (Recorded Music NZ)         | 1               |
| Норвегія (VG-lista)                       | 1               |
| Португалія (AFP)                          | 4               |
| Шотландія (Official Charts Company)       | 3               |
| Словаччина (Singles Digitál Top 100)      | 1               |
| Південна Корея (Gaon)                     | 187             |
| Іспанія (PROMUSICAE)                      | 17              |
| Швеція (Sverigetopplistan)                | 2               |
| Швейцарія (Media Control AG)              | 6               |
| Велика Британія (Official Charts Company) | 2               |
| США Billboard Hot 100                     | 7               |

## Сертифікації
| Регіон                                             | Сертифікація | Продажі |
| -------------------------------------------------- | ------------ | ------- |
| Канада (Music Canada)                              | Золото       | 40,000  |
| ^відвантаження, що базуються лише на сертифікаціях |              |         |